# زوكا لابلين
زوكا لابلين (بالفرنسية: Zeka Laplaine) (مواليد 1960)، هُو مُخرج أفلام كونغولي ديمقراطي.

## وصلات خارجية
- زوكا لابلين في قاعدة بيانات الأفلام على الإنترنت